# Hector appelant Pâris au combat
Hector appelant Pâris au combat est un tableau mythologique réalisé en 1775 par l'artiste autrichienne Angelica Kauffmann et conservé au musée de l'Ermitage à Saint-Pétersbourg.

## Description
Au premier plan, Pâris est assis sur une chaise, un arc posé à ses pieds. A droite de Pâris se tient Hélène, derrière elle se trouvent les servantes. À gauche se tient Hector en armure, tenant une lance à la main et pointant son doigt vers l'arc visible à l'arrière-plan. Au milieu à gauche se trouve une signature et une date difficilement lisibles : Angelica Kaufmann pinx. Anno 1775. En bas à droite, le numéro 2894 est inscrit à la peinture rouge - ces chiffres correspondent au numéro du tableau dans le catalogue manuscrit de l'Ermitage de 1797.

## Histoire

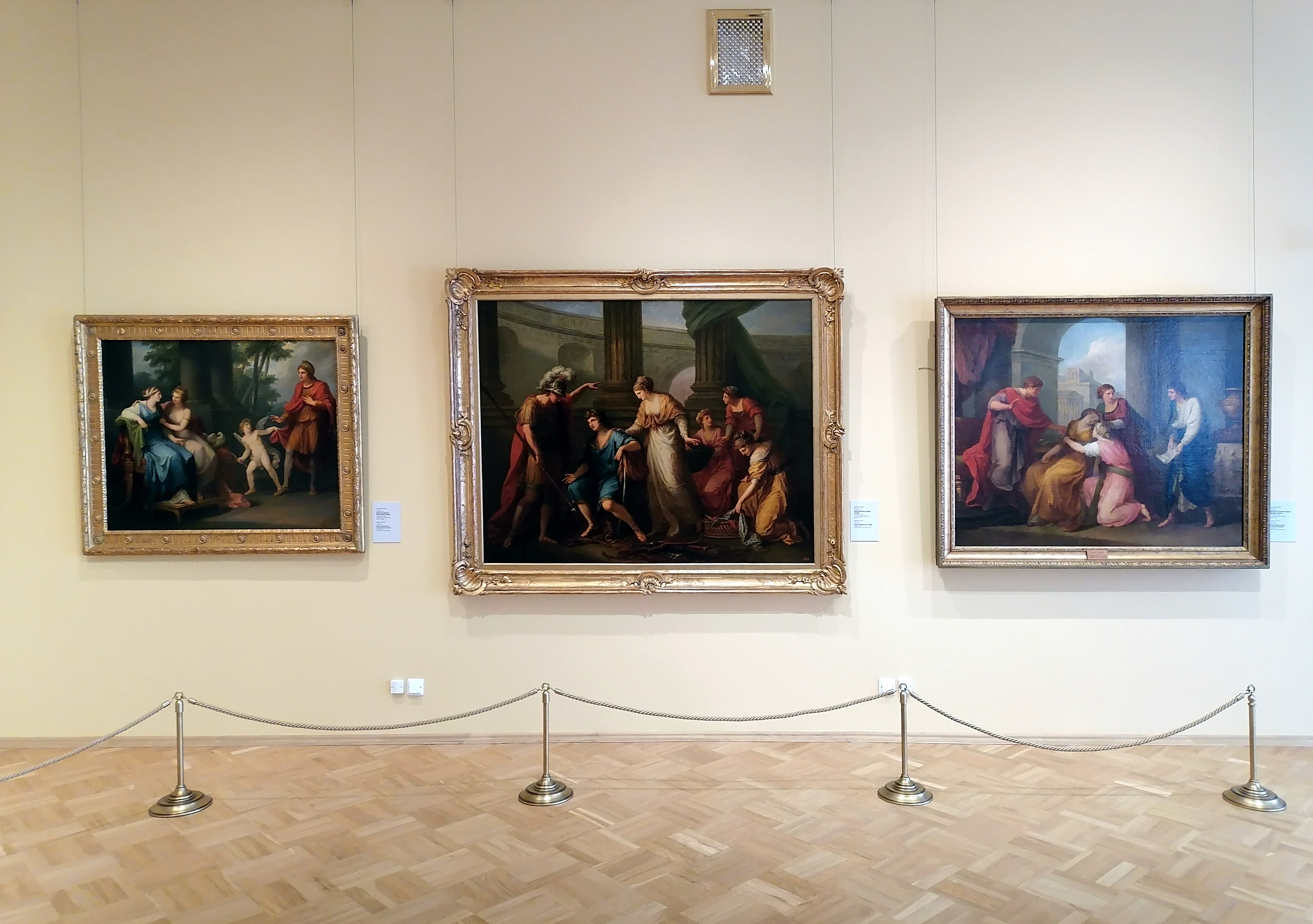
La toile dans la salle 348 du palais d'Hiver

L'histoire ancienne du tableau n'a pas été établie ; il est entré à l'Ermitage entre 1782 et 1797 : en 1782, le tableau se trouvait dans l'atelier de Kauffmann à Londres, où une gravure en a été réalisée par un membre de l'Académie des Arts de Saint-Pétersbourg, Gabriel Scorodumov, qui l'a intitulé Ulysse découvre Achille, déguisé en femme dans la maison de Lycomède. En 1797, le tableau figurait déjà à l'inventaire de l'Ermitage. Dès le début du XIXe siècle, il se trouvait dans le palais de Gatchina, en 1926 il fut restitué à l'Ermitage, mais fut bientôt transféré à l'Académie des Arts, d'où il fut à son tour transféré à l'Institut supérieur d'art et technique. En 1930, il fut de nouveau restitué à l'Ermitage. Depuis l'été 2021, il se trouve dans le palais d'Hiver, salle 348.
Il existe une version d'auteur très proche du tableau de l'Ermitage, ainsi qu'une autre de 1793, ces deux œuvres se trouvent dans des collections privées. Par ailleurs, le 19 novembre 1932, une copie ancienne d'un tableau d'un artiste inconnu (huile sur toile, 139 × 180 cm) fut exposée à la vente aux enchères de Berlin Lepke.

## Littérature
- Peinture et sculpture à Rome dans la seconde moitié du XVIIIe siècle : catalogue de l’exposition / Musée de l’Ermitage. - SPb. : Izd-vl Gos. Ermitage, 2011. - 240 p. -  (ISBN 978-5-93572-424-5).
- Nikouline, N. N. : Peinture allemande et autrichienne des XVe – XVIIIe siècles. Ermitage. Saint-Pétersbourg, Iskusstvo-SPb Publ., 1996.